# Woskobłonka ochrowa

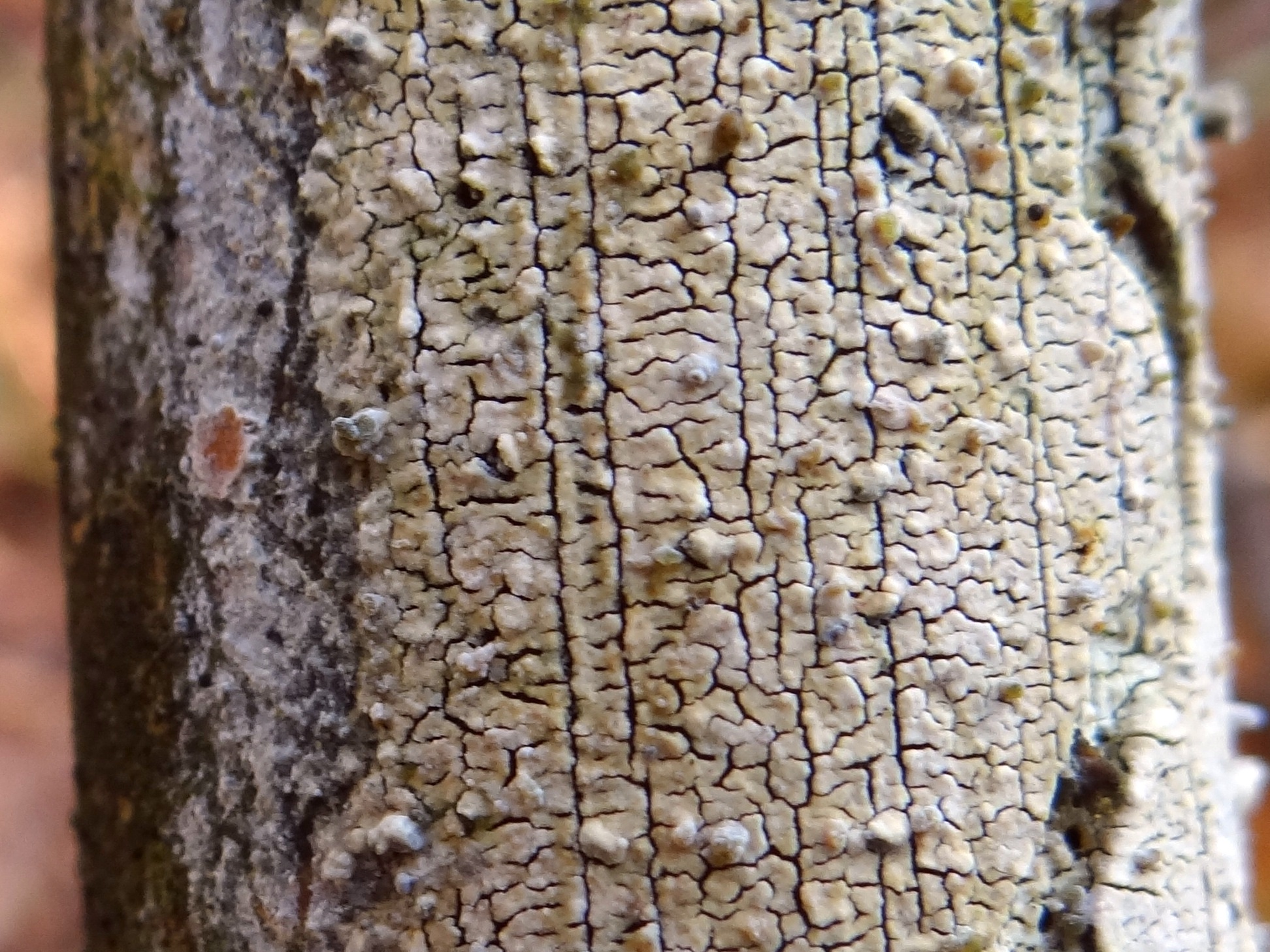

Woskobłonka ochrowa (Conferticium ochraceum (Fr.) Hallenb.) – gatunek grzybów z rodziny skórnikowatych (Stereaceae).

## Systematyka i nazewnictwo
Pozycja w klasyfikacji według Index Fungorum: Conferticium, Stereaceae, Russulales, Incertae sedis, Agaricomycetes, Agaricomycotina, Basidiomycota, Fungi.
Po raz pierwszy opisał go w 1815 r. Elias Fries nadając mu nazwę Thelephora ochracea. Obecną, uznaną przez Index Fungorum nazwę nadał mu w 1931 r. Nils Hallenberg.
Ma 9 synonimów. Niektóre z nich:
- Gloeocystidiellum ochraceum (Fr.) Donk 1956
- Gloeocystidium ochraceum (Fr.) Höhn. & Litsch. 1928[2].

Józef Teodorowicz w 1933 r. nadał mu polską nazwę korak naroślowaty, Władysław Wojewoda, w 2003 r. zmienił ją na woskobłonka ochrowa. Obydwie polskie nazwy są niespójne z aktualną nazwą naukową.

## Morfologia
Bazydiokarp
Rozpostarty, przylegający do podłoża, cienki lub średniej grubości. Powierzchnia hymenialna gładka, u młodych owocników jasnożółta, u starszych brązowawa i dość silnie spękana. Brzeg jednolity, tej samej barwy.
Cechy mikroskopowe
System strzępkowy monomityczny. Strzępki proste, septowane, cyjanofilne i dekstrynoidalne. Subikulum w postaci cienkiej warstwy lub niewyraźne. Jego strzępki szkliste (hialinowe) lub prawie szkliste, o średnicy 2–4 µm, cienkościenne lub lekko grubościenne. Subhymenium wyraźnie pogrubione, ze względu na liczne warstwy hymenium, o bardzo zwartej teksturze;, złożone z żółtawobrązowych, pionowo ułożonych strzępek o średnicy 2–3,5 µm, o pogrubionych ściankach. Gleocystydy liczne, cylindryczne lub rurkowate, lekko zgięte, z żółtą zawartością, czasem trudne do znalezienia w starych częściach owocnika, 20–60 × 5–8 µm, cienkościenne lub lekko grubościenne. Podstawki maczugowate 20-30 × 4-5 µm, z pogrubionymi ściankami w kierunku części bazalnej prawdopodobnie z powodu wewnętrznych powtórzeń, 4-sterygmowe. Bazydiospory elipsoidalne, gładkie, cienkościenne, 4,2–5,5 × 2,8–3,3 µm.
Seksualność
Prawdopodobnie jest homotaliczny.

## Występowanie i siedlisko
Wąskobłonka ochrowa występuje w Ameryce Północnej i Południowej, Europie i Azji. Najliczniejsze stanowiska podano w Europie. W Polsce W. Wojewoda w 2003 r. przytacza 5 stanowisk z uwagą, że jest to gatunek w Polsce rzadki. Znajduje się na Czerwonej liście roślin i grzybów Polski. Ma status R – gatunek potencjalnie zagrożony z powodu ograniczonego zasięgu geograficznego i małych obszarów siedliskowych.
Nadrzewny grzyb saprotroficzny. Występuje w lasach mieszanych i zaroślach na pniach i konarach martwych drzew iglastych, zwłaszcza świerka i jodły. Owocniki tworzy zwykle od sierpnia do września.